# Placospongia anthosigma
Placospongia anthosigma är en svampdjursart som först beskrevs av Tanita och Kazuo Hoshino 1989.  Placospongia anthosigma ingår i släktet Placospongia och familjen Placospongiidae. Inga underarter finns listade i Catalogue of Life.